# 奧克薩娜·扎布日科
奧克薩娜·斯特凡尼夫娜·扎布日科 （烏克蘭語：Окса́на Стефа́нівна Забу́жко）是烏克蘭作家，作品包括小說、詩歌、散文。她生於1960年，於乌克兰盧茨克成長，1968年搬到基輔，在基辅大学攻讀哲學，1987年獲得博士學位。她1992年前往美國擔任大學講師，現已回到烏克蘭，成為自由作家。
奧克薩娜的作品多與烏克蘭文化、女性主義、反殖民主義等有關，著作包括《烏克蘭的性：一份田野調查》、《烏克蘭聖母：神話衝突中的一名烏克蘭女人》等，被視為烏克蘭獨立後最有名的作家之一。

## 生平
奧克薩娜於1960年9月19日在苏联乌克兰盧茨克出生。她的父親是斯特凡·伊万諾維奇·扎布日科（1926-1983），是一名教師、文學批評者及翻譯者，奧克薩娜稱他是「一名普通的烏克蘭知識份子」。他在斯大林執政時曾被打壓，更於1949年被流放到西伯利亞，在斯大林死後才得以回國，但仍被KGB嚴密監視。他翻譯的作品包括捷克作家伊利亞·胡尼克的故事。
按她自述，她於家中接受語言學的教育。在1965年，政府開展了對烏克蘭知識分子的打壓，逼使她們一家離開盧茨克，並自1968年起住在基輔。
她於基辅大学攻讀哲學，並於1987年在同校拿到博士學位。在1992年，她在宾夕法尼亚州立大学以客席作家的身份任教。在1994年，她获选参与富布赖特项目，轉到哈佛大学及匹茲堡大學教授烏克蘭文學。目前，她在乌克兰国家科学院下屬的Hryhori Skovoroda哲學研究所工作。

### 文壇生涯
奧克薩娜於1985年出道，發表了詩集《五月霜雪》（Travnevyi inii）。
她亦將不少外語詩歌翻譯成烏克蘭語，例如希薇亞·普拉斯、瑪莉．侯爾等人的作品。

### 私生活
奧克薩娜已婚，丈夫是一名藝術家。他們現居於基輔，創辦了一家出版公司，向烏克蘭人推廣優質但較冷門的作品。

## 文學作品
按伦敦大学学院Uilleam Blacker教授的見解，奧克薩娜的作品有兩個不斷纏繞的主題：國家認同與性別。她的第一部小說是《烏克蘭的性：一份田野調查》，於1996年出版，一面世就引來評論界及讀者的激烈爭議。書中創新、富有挑釁性、複雜的女性主義寫作方式第一次來到烏克蘭讀者及知識份子的面前。據2006年Elit-Profi進行的調查，這本小說被稱為「烏克蘭獨立後十五年間，對社會最有影響力的書籍」。這本書是烏克蘭文學著作中擁有最多外語翻譯的（15種），亦被許多當代東歐文學書單列入為經典作品。她近年的小說包括2009年出版的《遺忘秘密的博物館》，故事跨越了三個時代：二戰、1970年代及2000年代初期，書中特別探討了在1940-50年代活躍的烏克蘭反抗軍，這支軍隊在蘇聯史學中一向被略過或污名化。
除作家外，奧克薩娜也是哲學家及文化評論人，有不少以烏克蘭文化研究為題材的著作。她最著名的非虛構作品是2007年出版的《烏克蘭聖母：神話衝突中的一名烏克蘭女人》，書中以列霞·烏克蘭卡為主題，探討了烏克蘭歷史、身份認同、獨立意識等議題。其他文化研究作品的題材包括伊万·弗兰科、塔拉斯·谢甫琴科等。
貢多羅娃·塔瑪拉·伊万妮芙娜將奧克薩娜分類為「後切爾諾貝爾」世代的作者。貢多羅娃認為，切尔诺贝利核事故不單是現代最嚴重的災難之一，亦是「將後末日情景投射到 […] 原子能時代的象徵性事件」。最重要的是，切尔诺贝利核事故是蘇聯（至少是其意識形態正當性）的終結，及烏克蘭新社會和新文學的開端，不必再局限於社會現實主義，也不必故意否定自身的文學傳統。奧克薩娜的作品「轉向了世界」，讓西方讀者可以接觸到。
在1996-2010年間，她擔任国际笔会烏克蘭分會的副會長，期間會長是Yevhen Sverstyuk。在2004年秋天，她努力引起國際社會對烏克蘭總統選舉的關注。在橙色革命前夕，她在华尔街日报發表了題為《團結，烏克蘭人》的文章。
在2018年6月，她與人權促進者、文化界人士一起聯署了一封公開信，呼籲國際社會關注烏克蘭導演奥列格·森索夫及其他被囚禁於俄羅斯的烏克蘭裔政治犯。

## 所獲獎項
- 三鐘經文學獎（英语：Angelus Award）（2013）[15]
- 安東諾維奇獎（英语：Antonovych prize）（2009）
- 谢甫琴科獎（英语：Shevchenko National Prize）（2019）[16]
- 烏克蘭女性藝術獎（英语：Women in Arts Award）（2020）[17]
- 2012年，Korrespondent 雜誌「最具影響力的100位烏克蘭人」選舉中，奧克薩娜入選[8]。

## 寫作風格
奧克薩娜的第一部小說烏克蘭的性：一份田野調查廣被認為是蘇聯解體後的烏克蘭文學代表作之一。本書一面世就引來大量爭議，因書中提出了對現存兩性關係秩序提出不滿，認為女性在社會與性兩方面都受到壓逼，這些壓逼一方面來自傳統父權社會，另一方面來自極權主義。這本書是后殖民主义的分析對象。它也是一系列比較文學研究的對象，例如將它與牙買加·金凱德、阿西亚·德耶巴、安潔拉·卡特、妮可·布羅薩德等人的作品相對比。本書將詩意的叙述與理性的叙述結合在一起的精緻風格也很著名。本書體現了一些陰性書寫的特點，例如「從身體中書寫」。
她的第二部小說遺忘秘密的博物館則以烏克蘭扺抗蘇聯殖民政權為主題。書中講述了蘇聯體制下，各構成國之間的真實關係，而不是外人採信的「各民族的友誼」。
奧克薩娜最著名的非虛構作品是《烏克蘭聖母：神話衝突中的一名烏克蘭女人》。該書以烏克蘭世紀末作家列霞·烏克蘭卡（1871-1913）為主題，也介紹了該時期烏克蘭知識份子圈和他們的文化取態。在書中，奧克薩娜指出烏克蘭的騎士精神文化與歐洲的關聯，及騎士精神怎樣影響了烏克蘭的民族性與文學。她稱「沒有提及列霞的20世紀的歐洲文學史是不完整的」。
在2006年，她的另一部非虛構作品《讓我的人民離去吧》贏得了烏克蘭通訊雜誌的「最佳烏克蘭紀實文學獎」。2010年，遺忘秘密的博物館贏得了同一雜誌社頒發的年度烏克蘭最佳圖書獎。

## 延伸閱讀
- Vira Aheieva. Literaturnyy skandal yak problema retseptsii (A Literary Scandal as the Problem of Critical Reception). Zhinochyj prostir: feministychnyj dyskurs ukrajinskogo modernizmu (A Woman’s Space: Feminist Discourse of Ukrainian Modernism). Kyiv: Fakt, 2003. 291–295.
- Mark Andryczyk. The Intellectual as Hero in 1990s Ukrainian Fiction. University of Toronto Press, 2012.
- Olia Hnatiuk. Proshchannia z imperiieiu. Ukrains'ki dyskusii pro identychnist'. Kyiv: Krytyka, 2005.
- Alex Oushakine. Introduction: Wither the intelligentsia: the end of the moral elite in Eastern Europe. Studies in East European Thought 61 (2009): 243-8 （页面存档备份，存于）.
- Maryna Romanets. Erotic Assemblages: Field Research, Palimpsests, and What Lies Beneath. Journal of Ukrainian Studies, vol. 27, 1-2 (2002): 273-85 （页面存档备份，存于）.
- Liudmyla Taran (ed). Sad Artemidy (The Garden of Artemis). Zhinka yak tekst: Emma Andiyevska, Solomiya Pavlychko, Oksana Zabuzhko: fragmenty tvorchosti i konteksty (A Woman as a Text: Emma Andiyevs’ka, Solomea Pavlychko, Oksana Zabuzhko: Selected Works and Contexts). Kyiv: Fakt, 2002.
- 書本彈藥庫：來自基輔文化前線上的快報 （页面存档备份，存于）

## 外部連結
- Oksana Zabuzhko - official website （页面存档备份，存于）
- Oksana Zabuzhko's book Museum - official website
- Oksana Zabuzko on Poetry International Web
- http://blogs.pravda.com.ua/authors/zabuzhko/ （页面存档备份，存于）
- "Girls" in English （页面存档备份，存于）
- A Conversation with Oksana Zabuzhko by Halyna Hryn
- Ukrainian Palimpsest in Polish (1st edition)